# Instituto Jurídico, Económico y Financiero de Andorra
El Instituto jurídico, económico y financiero de Andorra (JEF) es una institución académica del Principado de Andorra dedicada a la investigación y la promoción de las materias que le son propias. 
Está constituido por un patronato cuyo presidente ejecutivo es el ministro Portavoz del Gobierno, de Desarrollo Económico, Turismo, Cultura y Universidades de Andorra, Juli Minoves, y que agrupa al Gobierno, la Cámara de Comercio, Industria y Servicios, la Asociación de bancos andorranos y la Universidad de Andorra. El Cap de Govern de Andorra ejerce la presidencia honoraria del JEF. 
Carles Gasóliba dirige el Consejo asesor entre cuyos miembros destacan Simone Veil o Pat Cox. 
El Director académico del Instituto es el Profesor de Derecho Internacional de la Universidad de Barcelona Jaume Saura.